# Становиці (Свідницький повіт)
Становиці (пол. Stanowice) — село в Польщі, у гміні Стшеґом Свідницького повіту Нижньосілезького воєводства.
Населення — 1055 осіб (2011).
У 1975-1998 роках село належало до Валбжиського воєводства.

## Демографія
Демографічна структура станом на 31 березня 2011 року:
|          | Загалом | Допрацездатний вік | Працездатний вік | Постпрацездатний вік |
| -------- | ------- | ------------------ | ---------------- | -------------------- |
| Чоловіки | 513     | 89                 | 378              | 46                   |
| Жінки    | 542     | 112                | 305              | 125                  |
| Разом    | 1055    | 201                | 683              | 171                  |